# Arhysosage zamicra
Arhysosage zamicra är en biart som beskrevs av Engel 2000. Arhysosage zamicra ingår i släktet Arhysosage och familjen grävbin. Inga underarter finns listade.